# Mahmoud II
Pour les articles homonymes, voir Mahmoud.
Mahmoud II (en turc ottoman : محمود ثانى, Maḥmûd-u s̠ânî ; en turc : II. Mahmud), né le 20 juillet 1785 au Palais de Topkapı à Constantinople et mort le 1er juillet 1839 dans la même ville, est sultan de l'Empire ottoman et calife de l’islam du 28 juillet 1808 au 1er juillet 1839.

Animation montrant le Tuğra du sultan Mahmoud II en turc. Ces mots signifient littéralement Mahmoud - Khan - fils de - Abdülhamid Ier - victorieux - à jamais.

Il reprend les réformes initiées par son cousin Sélim III visant à restaurer l'autorité centrale ottomane et à réformer l'armée. Il contribue à lancer la réorganisation de l'empire connu sous le nom de Tanzimat. Il fait ainsi supprimer l'ordre des janissaires en 1826 et crée une nouvelle armée sur le modèle européen. Son esprit réformateur lui a parfois valu le surnom de « Pierre le Grand de Turquie ». Il a été décrit comme le sultan giaour ([Gavur Sultan], non-musulman,) par ses opposants à cause de ces réformes.
Malgré certains succès, ses défaites face aux Égyptiens, aux Russes, aux Français et aux Britanniques conduisent à l'indépendance de la Grèce en 1830 et à l'indépendance de fait de l'Égypte de Méhémet Ali, à laquelle il ne peut s'opposer.
Son fils Abdülmecid Ier lui succède à sa mort en 1839.

## Jeunesse et accession au trône
Mahmoud II naît le 13 Ramadan 1199 (20 juillet 1785) au palais de Topkapı, où il passe son enfance. Il est le fils du sultan Abdülhamid Ier et d'une de ses épouses, Naksh-i-Dil Haseki.
En 1808, pour tenter de conserver le pouvoir à la suite d'une rébellion, son prédécesseur (et demi-frère) Moustapha IV ordonne son exécution, ainsi que celle de leur cousin, le sultan réformateur Sélim III que Moustafa IV a déposé l'année précédente. Si Selim est tué, Mahmoud échappe aux assassins. Le chef de la rébellion, Mustapha Beiraktar, 'ayn (notable) de Rusçuk, qui initialement souhaite restaurer Sélim, place finalement Mahmoud sur le trône ; il devient son vizir. Toutefois, celui-ci meurt le 15 novembre de la même année, se faisant sauter avec la partie du palais qu'il habitait alors qu'il était encerclé par les Janissaires insurgés ; cette rébellion retarde d'une décennie le programme de réformes qu'il prévoyait.

## Évènements du règne
Mahmoud II met d'abord fin à la guerre anglo-turque en signant le traité des Dardanelles le 5 janvier 1809. Il résiste aux tentatives d'expansion russes, et tirant profit de la campagne russe de Napoléon, ne cède que la Bessarabie au Traité de Bucarest du 28 mai 1812,. En effet, le traité ouvrait aussi la possibilité d'autonomie aux Serbes, consécutivement à leur soulèvement, qui fut repoussée un temps par le Congrès de Vienne. Toutefois, la question fut remise à l'ordre du jour par les Russes, et les Ottomans finissent par leur concéder l'autonomie en 1817.

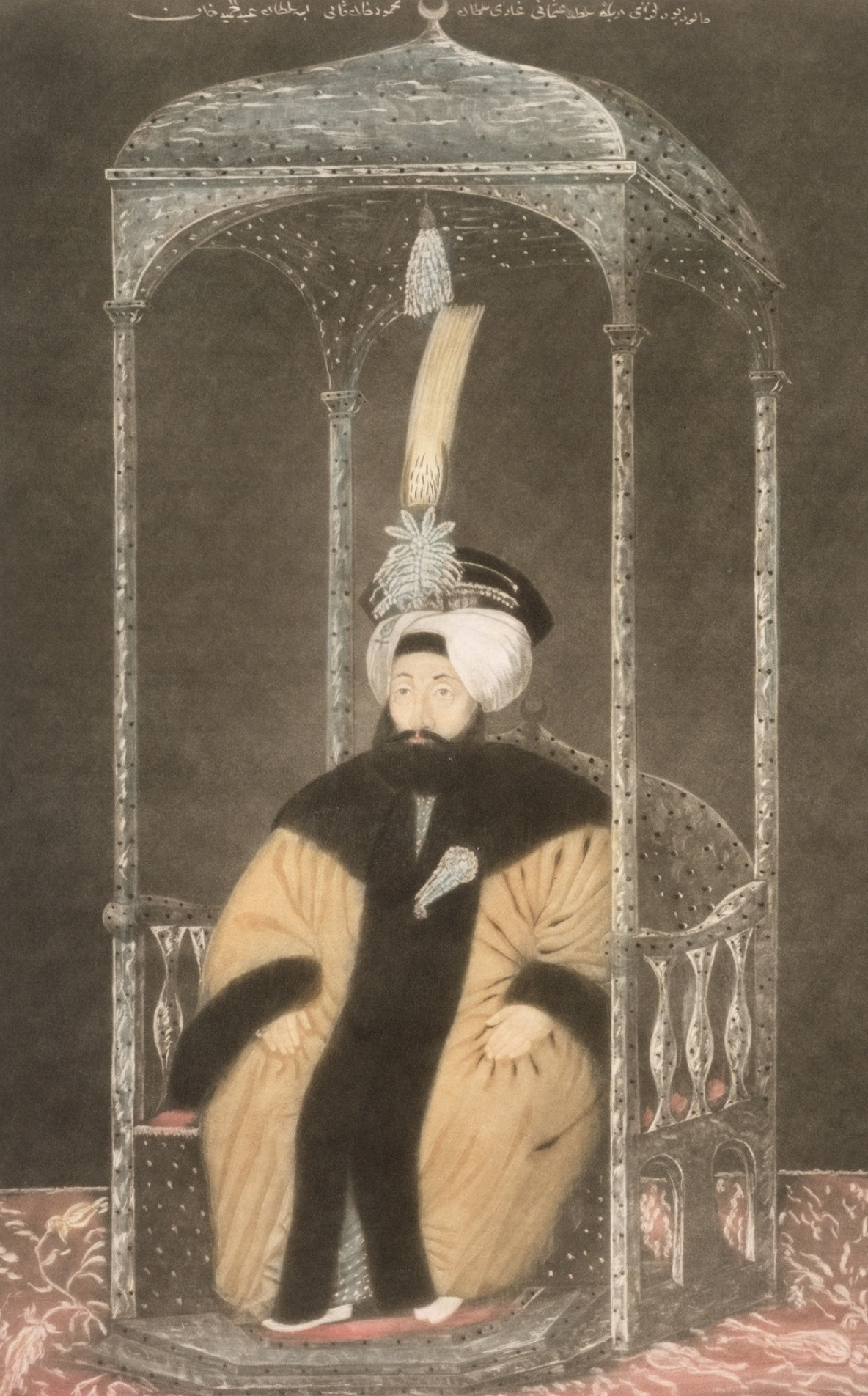
Mahmoud II en 1815, par John Young.

Au-delà des Serbes, son règne est marqué par des mouvements indépendantistes d'autres régions de l'empire, notamment ceux d'Ali Pacha de Janina en Épire, des Grecs et de Méhémet Ali en Égypte. Il réussit cependant à préserver l'intégrité de la majeure partie de l'Empire, pourtant considéré au début de son règne comme au bord de la dissolution.

### Guerre d'indépendance grecque et guerre russo-turque
Une rébellion grecque éclate en Morée en 1821, alors encore sous contrôle ottoman. Mahmoud demande l'aide du gouverneur d'Égypte, Méhémet Ali. Son intervention est réussie, la répression est féroce et les Ottomans réussissent à rétablir l'ordre ; toutefois les massacres (dont ceux perpétrés dans l'ile de  Chios en avril-mai 1822 et qui firent 25 000 victimes) accélèrent l'intervention étrangère. Les Ottomans subissent ainsi une défaite cuisante à la bataille de Navarin, le 20 octobre 1827 ; la flotte ottomane y est détruite par les flottes britannique, française et russe alliées. En conséquence, Mahmoud II déclare la guerre à la Russie. Les forces russes arrivent jusqu'à Edirne et le traité qui y est signé le 14 août 1829 ouvre la voie à la création d'un petit État grec, centré autour d'Athènes, du Péloponnèse et de quelques îles. Mahmoud II est resté jusqu'au bout intransigeant, refusant l'intervention des puissances étrangères dans la guerre d'indépendance grecque, contestant les massacres commis à l'encontre des musulmans en Morée. Toutefois, les Ottomans sont défaits et contraints de reconnaître l'indépendance grecque établie par le protocole de Londres signé le 3 février 1830,.

### Conflits avec l'Égypte et perte de la régence d’Alger
Deux guerres, en 1831-1833 et en 1839-1841 se révèlent tout aussi désastreuses pour l'Empire ottoman, défaite militaire, perte de vilayets et intervention des puissances européennes qui montrèrent la faiblesse de l'Empire.
En effet, en 1830, Mahmoud II promit à Méhémet Ali de le nommer gouverneur de la Syrie et de Tarse. Toutefois, lorsqu'en 1831 Méhémet Ali rappela au sultan cette promesse, celui-ci refusa de lui accorder ces postes. Ainsi éclate un conflit : les forces égyptiennes dirigées par le fils de Méhémet, Ibrahim Pacha, envahissent la Syrie et capturent Damas et Alep, défont l'armée ottomane lors de la bataille de Konya en 1832 et avancent vers Constantinople. Mahmoud ne réussit pas à obtenir l'aide britannique, alors que la France soutient l'Égypte ; il obtient finalement le soutien russe en signant un accord de défense mutuelle en juillet 1833, le traité d'Unkiar-Skelessi.
Par la Convention de Kütahya du 4 mai 1833, la Sublime Porte cède à Méhémet Ali le gouvernement de la Syrie et à Ibrahim Pacha celui d'Adana. Entre-temps, elle a perdu le contrôle de la régence d'Alger de Hussein Dey, consécutivement à l'expédition française de 1830. Mahmoud remet Constantine aux Français après une lutte difficile avec Ahmed Bey.
De nouveau en conflit avec Méhémet Ali, l'armée du sultan est écrasée par Ibrahim Pacha lors de bataille de Nézib, le 24 juin 1839.

## Réformes

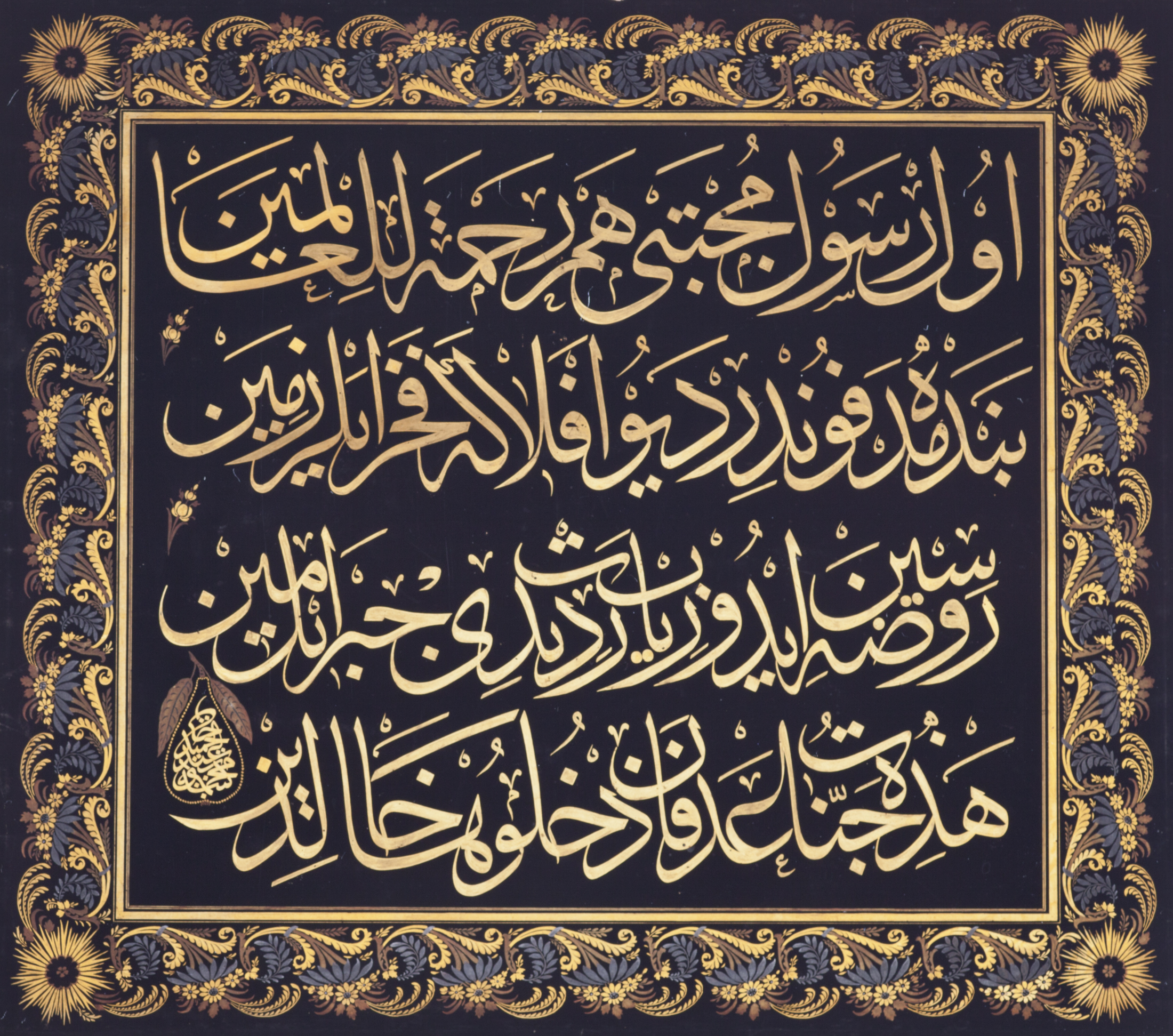
Calligraphie arabe avec la signature du sultan Ottoman Mahmoud II

### Réforme militaire

#### Dissolution des janissaires
Comme les défaites militaires se succèdent, Mahmoud veut réformer l'armée ottomane. Les janissaires, fort turbulents et prompts à la révolte, constituent un obstacle. En juin 1826, Mahmud crée un nouveau corps, les eşkinci, dans lequel seront intégrés les meilleurs des janissaires. Ces derniers se mutinent, pillent le palais du grand-vizir et réclament la tête des réformateurs. Le 15 juin, le corps des artilleurs, fidèle au sultan, bombarde leurs casernes. Les survivants sont traqués et exécutés, d'abord à Constantinople puis dans les provinces. L'élimination des janissaires est officiellement appelée Vaka-i Hayriye en turc (« Heureux événement »).

#### Mesures
Mahmoud confie la réorganisation de son infanterie à des instructeurs prussiens et celle de sa marine à des experts britanniques, donnant naissance à l'armée ottomane moderne.

### Réformes institutionnelles
Mahmoud II introduit le système de cabinet gouvernemental. Il fait réaliser un recensement de la population et un recensement cadastral, et inaugure un service de poste en 1834. Il introduit l'éducation primaire obligatoire, ouvre une école médicale et envoie des étudiants en Europe. Le droit du sultan de confisquer la propriété d'officiels ottomans à leur mort disparaît, ce qui permet l'émergence d'une bourgeoise héréditaire. De plus, l'habillement à l'occidentale apparaît.

## Mort
Mahmoud II meurt le 1er juillet 1839 de la tuberculose. Lui succède son fils de dix-sept ans Abdülmecid Ier, qui débutera la période de réformes dite du Tanzimat. Il fit construire en l'honneur de son père le turbe de Mahmoud II, dans le quartier de Çemberlitaş à Eminönü (Istanbul), où celui-ci repose désormais ; il sera rejoint plus tard par son fils Abdülaziz et son petit-fils Abdülhamid II.

## Mariages
Il a quatre épouses : le nom de la première ne nous est pas resté, d'elle, est né le Prince Şehzade Efendi Suleiman (1818 - 1819). Avec sa seconde épouse, la princesse Bezmiâlem Valide Sultan (1807–1853), originellement nommée Suzi, une ancienne esclave circassienne ou géorgienne, il a le futur sultan Abdülmecid Ier qui lui succède. La troisième épouse, dont il a le Prince Şehzade Kemaluddin Efendi, resté célibataire et sans descendance, demeure inconnue.
Sa quatrième épouse est la princesse Pertevniyal (parfois « Partav-Nihal ») Valide Sultan (en), à l'origine Bezime (1812 - 1883), dont il a le futur sultan Abdülaziz.
En 1868, Pertevniyal est installée dans le palais de Dolmabahçe. Cette année-là, Abdülaziz accepte la visite de l'impératrice des Français Eugénie qui vient voir sa mère. Pertevniyal perçoit la présence d'une femme étrangère dans ses quartiers du sérail comme une insulte. Elle aurait giflé Eugénie, entraînant presque un incident international. La mosquée Pertevniyal Valide Sultan est construite de 1869 à 1871 sous son patronage, dans le quartier d'Aksaray à Constantinople.